# Luis Encarnación
Luis Martín Lora Encarnación (Santo Domingo, 20 de octubre de 1963) es un ex  lanzador dominicano que jugó en las Grandes Ligas de Béisbol durante una temporada. Lanzó en cuatro juegos para los Reales de Kansas City en la temporada de 1990. Originalmente firmado por los Cleveland Indians como amateur en 1984, fue adquirido tres años más tarde por los Reales en 1987. Encarnación terminó con 0 victoria, 0 derrotas, 7.84 de efectividad, dio 4 bases por bolas y ponchó 8 bateadores. Además permitió 14 hits, 10 carreras (9 limpias), 1 jonrón en 10.1 innings.